# Séverine
Séverine, született: Josiane Grizeau (Párizs, 1948. október 10. –) francia énekesnő.

## Pályafutása
Az 1971-es Eurovíziós Dalfesztiválon Monaco színeiben vett részt, és Un banc, un arbre, une rue ("Egy pad, egy fa, egy út") című dalával az első helyen végzett. Ez volt a miniállam egyetlen győzelme a dalfesztivál történetében, bár az énekesnő saját bevallása szerint sosem járt Monacóban. A verseny után angol (Chance in Time), német (Mach die Augen zu (und wünsch dir einen Traum)) és olasz nyelvű (Il posto) verziót is készített a dalból.
Később még kétszer próbált indulni a dalfesztiválon, 1975-ben és 1982-ben a német nemzeti döntőn vett részt, de nem sikerült győznie. 2006-ban az athéni dalversenyen a monacói delegáció tagjaként volt jelen.

## Diszkográfia
- Un banc, un arbre, une rue (#1 SWE, #1 CAN, #3 FRA, #3 IRE, #9 UK, #23 GER)
- Chance in Time
- Mach die Augen zu (und wünsch dir einen Traum) (#23 GER)
- Il posto (#53 ITA)
- Vivre pour moi (#32 FRA)
- Ja der Eiffelturm (#27 GER)
- Comme un appel (#24 FRA)
- J'ai besoin de soleil (#29 FRA)
- Olala L'Amour (#19 GER)
- Là ou tu n'es pas (#44 FRA)
- Mon tendre amour (#47 FRA)
- Der Duft von Paris (#40 GER)
- Il faut chanter la vie (Cliff Richard 1973-as Eurovíziós, Power To All Our Friends című dalának feldolgozása) (#46 FRA)
- Vergessen heißt verloren sein (#47 GER)
- Du bist für mich der größte Schatz (#49 GER)
- Sieben Tränen (Goombay Dance Band 1981-es Seven Tears című dalának feldolgozása)(#49 GER)

## Külső hivatkozások
- Séverine az Internet Movie Database oldalain